# فلک
فَلَک ابزاری است برای تنبیه بدنی یا شکنجه که با آن پاهای فرد مورد تنبیه یا شکنجه را بسته و با شلاق یا ترکه‌ای به کف پاهایش می‌زنند. برای فَلَک بستن یا فَلَک کردن دو سر چوبی را سوراخ می‌کنند و طناب یا تسمه‌ای از ان رد می‌کنند. پاهای فرد مورد نظر را برهنه کرده و بین چوب و طناب قرار می‌دهند و به کف پاهای او می‌زنند.

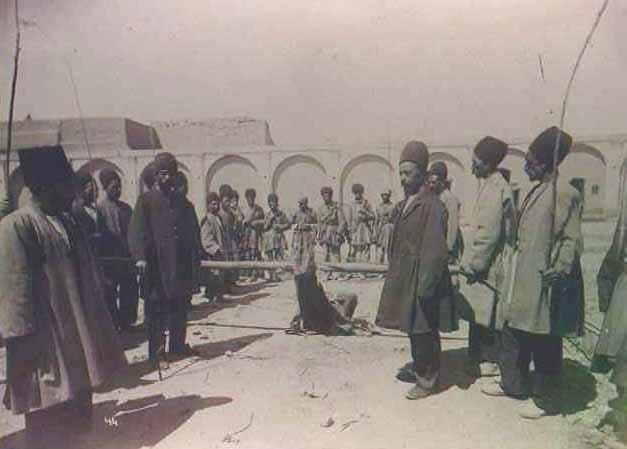
تصویر فلک کردن یک مجرم (دهه ۱۳۰۰)

## چگونگی
دو سر تسمه به چوب متصل است و برای چوب زدن پای مجرم را میان تسمه و چوب قرار داده و چوب را می‌گردانند تا تسمه دور آن بپیچد و پا را محکم نگه دارد، دو نفر دو سر چوب را نگه داشته تا پاهای مجرم بالا باشد آنگاه شخص دیگر با چوب بر کف پای مجرم زند.
همچنین از این تنبیه در مکتبخانه‌ها استفاده می‌شده و در ساواک و اسناد شکنجهٔ ساواک نیز از آن استفاده می‌کردند.
از چوب و فلک هم برای تنبیه استفاده می‌شده‌است. فلک بیشتر در زندان‌ها، شکنجه گاه‌ها، مکتبخانه، خانه‌های اشرافی برای نوکرها و غلامان و … بوده‌است.
در ایران اولین قانونی که در آن برنامه‌ریزی آموزشی، تعلیمات اجباری، حدود اختیارات وزارت معارف، نحوهٔ شرکت مردم در تأسیس و ادارهٔ مدارس، شرایط و ضوابط مدیریت در دوره‌های مختلف تحصیلی، بودجهٔ مدارس و سرانجام مجازات بدنی در مکاتب و مدارس مطرح شده، قانون اساسی معارف است که پس از انقلاب مشروطه و در سال ۱۲۹۰ ه‍.ش به تصویب رسیده است. طبق ماده ۲۸ این قانون مجازات بدنی در مکاتب و مدارس ممنوع است.
با این حال در مکتبخانه‌ها و حتی در مدارس استفادهٔ زیادی از این نوع تنبیه می‌شد. فَلَک تا وقوع انقلاب اسلامی در ایران کاربرد داشته‌است اما رفته‌رفته منسوخ شد. (البته به جز دو کشور افغانستان و پاکستان که در این دو کشور نیز در حال ریشه‌کن شدن است) می‌توان گفت ایران آخرین کشوری است که این نوع تنبیه بدنی به صورت کامل در آن منسوخ شده‌است. تا نزدیک به ۲ تا ۳ دههٔ پیش در مدارس ایران وجود داشت.
کاربرد چوب و فلک برای تنبیه در کشورهای عرب زبانی همچون مصر و سوریه و لبنان و همچنین کشورهای ترکیه، افغانستان، پاکستان و ایران بیشتر از مناطق دیگر بوده‌است. البته تفاوتی در ظاهر آن دیده می‌شود، مثلاً در ایران پای فرد خاطی را روی چوب می‌بستند در حالی که در ترکیه پا، به زیر چوب بسته می‌شده‌است. در بعضی از این کشورها مانند افغانستان و پاکستان هنوز در برخی اماکن مانند مدارس و مکتب خانه‌ها استفاده می‌شود. با به قدرت رسیدن گروه‌های تندرو در این کشورها مانند طالبان و القاعده این گونه تنبیه حالتی شبه رسمی به خود یافته بود تا این که این گروه‌ها از صحنهٔ قدرت تا حدودی کنار کشیده شدند.

## پیامدها
پیامد فلک، بسته به نوع وسیلهٔ مورد استفاده برای تنبیه، شدت ضربات و تعداد ضربات متفاوت است. در مقایسه با درد زیادی که فرد در هنگام تنبیه متحمل می‌شود اثرات طولانی مدت جسمی ناشی از فلک بیش‌تر از دیگر انواع تنبیه بدنی است. اثرات می‌تواند شامل سوزش و قرمزی، تورم، کبودی، جراحت و حتی شکستگی باشد. ابزارهای محکم و غیرقابل ارتجاع مانند چوب ضخیم می‌تواند موجب شکستگی‌هایی در استخوان کف پا شود.
چوب و فلک، نوعی تنبیه بدنی است که در این عصر، هنوز هم وجود دارد. به گفته کسانی که این تنبیه را تجربه کرده‌اند، این تنبیه بسیار دردناک و غیرقابل تحمل بوده‌است. پس از پایان تنبیه، گاهی پاهای دانش‌آموز را از فلک باز نمی‌کردند تا بقیه عبرت بگیرند. اکنون این تنبیه در ایران ممنوع و غیرقابل انجام است. (طبق قانون مصوبه مجلس شورای اسلامی، هر گونه تنبیه بدنی در مدارس ممنوع است).

## آسیب‌های جسمی فلک
این بخش با کمک دانشجویان رشته پزشکی و عصب‌شناسی اصفهان تهیه شده‌است.
چوب و فلک موجب آسیب جسمی به بافت کف پا می‌شود.
چوب و فلک می تونه روی بیضه‌ها و آلت تناسلی پسربچه‌ها اثر بگذارد. به گفتهٔ متخصصان، چوب و فلک شرایط جسمی و روحی سختی را برای بچه‌ها به وجود می‌آورد. در نتیجه برای مقابله برای شرایط سخت، بدن هورمون تستسترون ترشح می‌کند. این هورمون برای قوی کردن بدن پسر ترشح می‌شود، اما در عین حال، باعث رشد زودرس بیضه و آلت تناسلی می‌شود و بلوغ زودرس به وجود می‌آورد. بلوغ زودرس سبب می‌شود که دانش‌آموز زودتر به بلوغ جنسی برسد. در حالی که هنوز به بلوغ عقلی کافی نرسیده است. وقتی که به اندازهٔ کافی بچگی نکرده باشد و به بلوغ برسد اصلاً خوب نیست. اعصابی از کف پا به بیضه‌ها کشیده شده. آقایانی که کلاس ورزش‌های رزمی رفتند، می‌دانند که اگر بیضه‌هاشون پیچ بخورد، باید کف پاهاشون رو به زمین بکوبند. این یعنی بیضه با کف پا در ارتباط هست. این ارتباط از ۸ تا ۱۶ سالگی که عمدتاً سن فلک شدن پسر هاست، بیشتر می‌باشد.
تأثیر منفی روی قلب و تنفس: در هنگام چوب و فلک، پاها به سمت بالا قرار گرفته‌است؛ در نتیجه، خون کمی به کف پاها می‌رسد. علاوه بر آن، طناب به دور مچ پاهای دانش‌آموز بسته شده و موجب نرسیدن خون به کف پا می‌شود. از طرف دیگر، برخورد ضربات ترکه موجب آسیب به سلول‌های پوست کف {پا} می‌شود. سلول‌ها برای ترمیم خود، از خود هیستامین ترشح می‌کنند که موجب گشادی مویرگ‌های کف پا می‌شود. اما به دلیل بالا بودن پاها و بسته بودن پا به فلک، امکان خون‌رسانی به کف پا وجود ندارد؛ در نتیجه، قلب برای رساندن خون به کف پا، بیشتر و بیشتر کار می‌کند. در این حالت، امکان دارد سه حالت پیش بیاید: ۱-قلب موفق به خون رسانی به کف پا می‌شود. اما این اتفاق همچندان خوب نیست. چون در این حالت است که کف پاهای دانش آموز به اصطلاح ورم کرده یا باد می‌کند. ۲-قلب موفق به خون‌رسانی به کف پا نمی‌شود. در نتیجه خون به کف پا نرسیده و کف پا کبود می‌شود. این عمل هنگام فلک کردن با کمربند بیشتر اتفاق می‌افتد. ۳-این حالت، بدترین حالت ممکن است که بیشتر برای دانش آموزان ابتدایی پیش می‌آید. در این حالت، قلب موفق به خون رسانی به کف پا نشده اما به تلاش خود ادامه می‌دهد. این اتفاق موجب افزایش تعداد تنفس، افزایش ضربان قلب، عرق کردن و افزایش فشار خون می‌شود. در مواردی که معلم، ضربات را شدیدتر بزند، افزایش فشار خون پاها و برهم ریختن توازن خون در بدن، موجب بیهوشی موقت دانش آموز می‌شود. معلمان نیز اعتراف کردند که چندین دانش‌آموز هنگام فلک شدن از حال رفتند و مدتی پس از باز کردن پاها از فلک، به هوش آمدند.
چوب و فلک حتی برای معلمان نیز مضر است. تحقیقات نشان می‌دهد که معلمانی که زیاد فلک می‌کنند، در طولانی مدت، دچار آرتروز شدید کتف و دست و گردن، از همان دستی که ضربات فلک را می‌زنند می‌شوند. این موضوع کاملاً ثابت شده‌است. به گفتهٔ متخصصان، هر بار که دست برای زدن ترکه به کف پای دانش‌آموز بالا آورده می‌شود، نزدیک به ۱۰ درصد سلول‌های کتف و ۶ درصد سلول‌های ساعد دست فرسوده می‌شوند و به مرور زمان قدرت ترمیم خود را نیز از دست می‌دهند.
چوب و فلک موجب کاهش قد می‌شود (این موضوع در مورد چوب و فلک با شلنگ و کمربند صدق می‌کند). طبق تحقیقات انجام شده، چوب و فلک با کمربند و شلنگ موجب آسیب به سلول‌های بنیادی موجود در کف پا می‌شود و از افزایش قد در سنین کودکی و نوجوانی جلوگیری می‌کند؛ به خصوص این که نوجوانان که در سن رشد هستند، فلک شدن کف پاهایشان آسیب بیشتری به توازن قد پا و دست دانش آموز می‌رساند.
شوره و ریزش مو: در تحقیق انجام شده بین ۵۰ دانش‌آموز پسر دورهٔ متوسطه اول، چوب و فلک شدن دانش‌آموزان به دلیل فشار روحی و استرسی که به او وارد می‌کند، موجب ریزش مو آسیب به پیاز مو می‌شود. این اتفاق بیشتر در نوجوانانی دیده شده‌است که در جلوی هم سن و سال‌هایشان یا سر صف چوب و فلک شده‌اند.
افزایش احتمال اختلال‌های جنسی: طبق تحقیقات، دانش‌آموزان پسری که توسط جنس مخالف خود (خانم معلم) چوب و فلک می‌شوند، تمایل بیشتری به هم جنس‌گرایی دارند؛ زیرا این دسته از دانش‌آموزان از جنس مخالف خود، تنها خشونت و درد و رنج دیده‌اند؛ بنابراین به هم جنس خود که مهربان‌تر است علاقه‌مند شده و از جنس مخالف بیزار می‌شوند.
به دلیل بالا بودن پاها هنگام فلک، احتمال آسیب به نخاع دانش‌آموز زیاد است. طبق تحقیقات، اعصاب سمپاتیک که به نخاع مربوط است، بر اثر چوب و فلک‌های شدید دچار آسیب می‌شود. حتی بی‌اختیاری در ادرار نیز در تعدادی دانش‌آموز پسر ۱۰ و ۱۱ ساله که بسیار فلک می‌شدند دیده شد.
اعصاب کف پا، به ویژه در کودکان و نوجوانان، بسیار حساس هستند. چوب و فلک موجب از بین رفتن اعصاب مربوط به درد در کف پا می‌شود. در نتیجه کف پا، تا حدودی بی‌حس می‌شود اگر بچه روی میخ هم پا بگذارد، به دلیل این که زیاد فلک می‌شده، دردی را حس نمی‌کند و متوجه خون‌ریزی از کف پای خود نمی‌شود.
اعصاب کف پا هم چنین با چشم و کلیه نیز در ارتباط است. در اسناد قاجار آمده که گاهی مجرمان به دلیل فلک شدن با شلاق، دچار ضعیفی چشم می‌شدند. آزادگان سرافراز اسلام نیز که در عراق، در جنگ تحمیلی اسیر بودند و توسط رژیم بعث فلک می‌شدند، دچار سنگ کلیه و نارسایی‌های کلیوی شدند.